# Kwame Awuah
Kwame Awuah (Toronto, 2 dicembre 1995) è un calciatore canadese, centrocampista del Loudoun Utd.

## Carriera

### Club
Ha esordito in MLS il 7 maggio 2017 disputando con il New York City l'incontro vinto 3-1 contro l'Atlanta United. Nel 2019, dopo complessive 10 presenze in due anni in MLS, lascia il club per andare a giocare nel Forge, club della neonata massima serie canadese, con il quale nel corso della sua permanenza in squadra gioca in tutto anche 10 partite in CONCACAF Champions League (turni preliminari inclusi).

### Nazionale
Nel 2017 ha giocato due partite con la nazionale canadese Under-23.

## Statistiche

### Presenze e reti nei club
Statistiche aggiornate al 29 settembre 2021.
| Stagione             | Squadra              | Campionato           | Campionato | Campionato | Coppe nazionali | Coppe nazionali | Coppe nazionali | Coppe continentali | Coppe continentali | Coppe continentali | Altre coppe | Altre coppe | Altre coppe | Totale | Totale |
| Stagione             | Squadra              | Comp                 | Pres       | Reti       | Comp            | Pres            | Reti            | Comp               | Pres               | Reti               | Comp        | Pres        | Reti        | Pres   | Reti   |
| -------------------- | -------------------- | -------------------- | ---------- | ---------- | --------------- | --------------- | --------------- | ------------------ | ------------------ | ------------------ | ----------- | ----------- | ----------- | ------ | ------ |
| 2017                 | New York City        | MLS                  | 4          | 0          | USOC            | 0               | 0               |                    | -                  | -                  |             | -           | -           | 4      | 0      |
| 2018                 | New York City        | MLS                  | 6          | 0          | USOC            | 1               | 0               |                    | -                  | -                  |             | -           | -           | 7      | 0      |
| Totale New York City | Totale New York City | Totale New York City | 10         | 0          |                 | 1               | 0               |                    | -                  | -                  |             | -           | -           | 11     | 0      |
| 2019                 | Forge                | CPL                  | 27         | 0          | CC              | 2               | 0               | CL                 | 3                  | 0                  |             | -           | -           | 32     | 0      |
| 2020                 | Forge                | CPL                  | 11         | 1          |                 | -               | -               | CL                 | 3                  | 0                  |             | -           | -           | 14     | 1      |
| 2021                 | Forge                | CPL                  | 15         | 1          | CC              | 0               | 0               | CL                 | 4                  | 0                  |             | -           | -           | 19     | 1      |
| Totale Forge         | Totale Forge         | Totale Forge         | 53         | 2          |                 | 2               | 0               |                    | 10                 | 0                  |             | -           | -           | 65     | 2      |
| Totale carriera      | Totale carriera      | Totale carriera      | 63         | 2          |                 | 3               | 0               |                    | 10                 | 0                  |             | -           | -           | 76     | 2      |

## Palmarès

### Club

#### Competizioni nazionali
- Canadian Premier League: 2

Forge: 2019, 2020